# Linia kolejowa Zagreb – Samobor

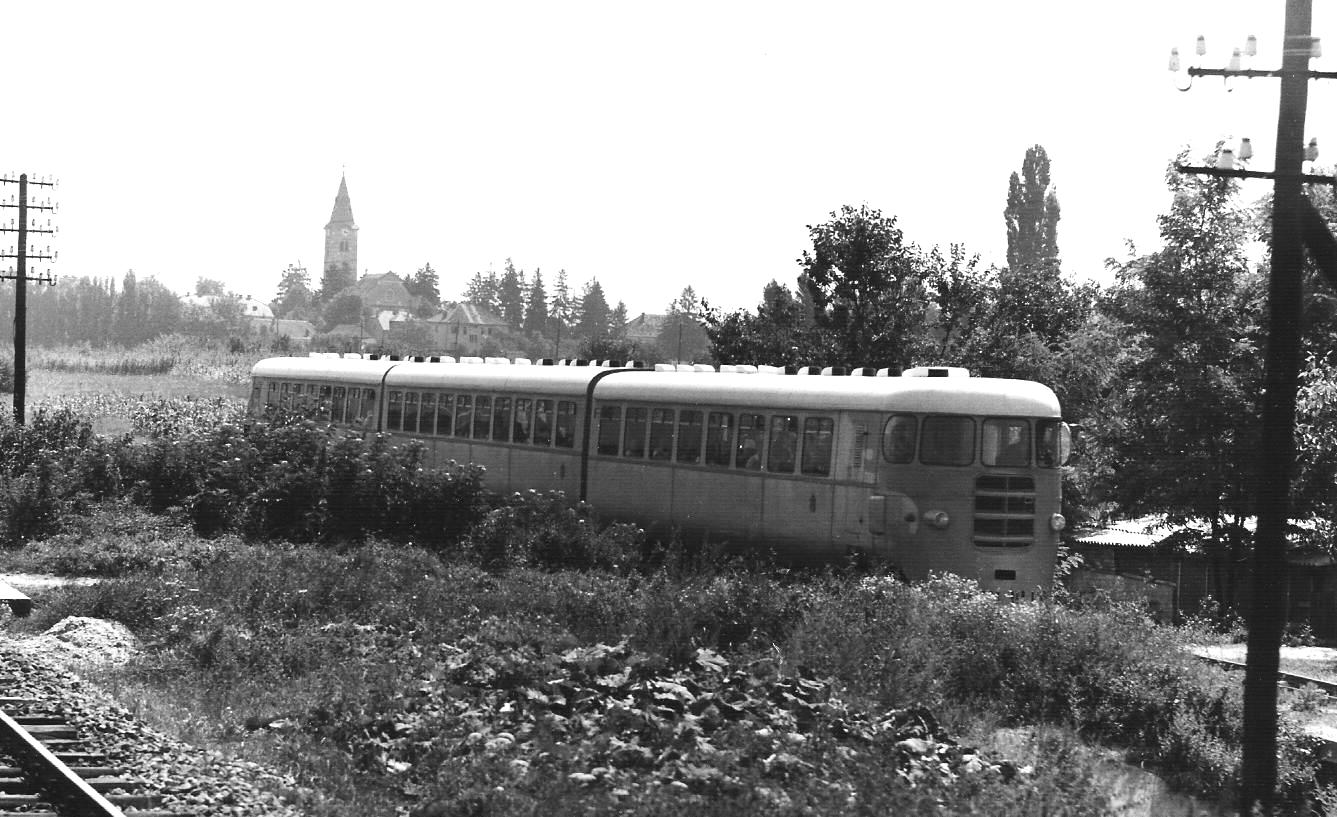
Srebrna strijela w roku 1970

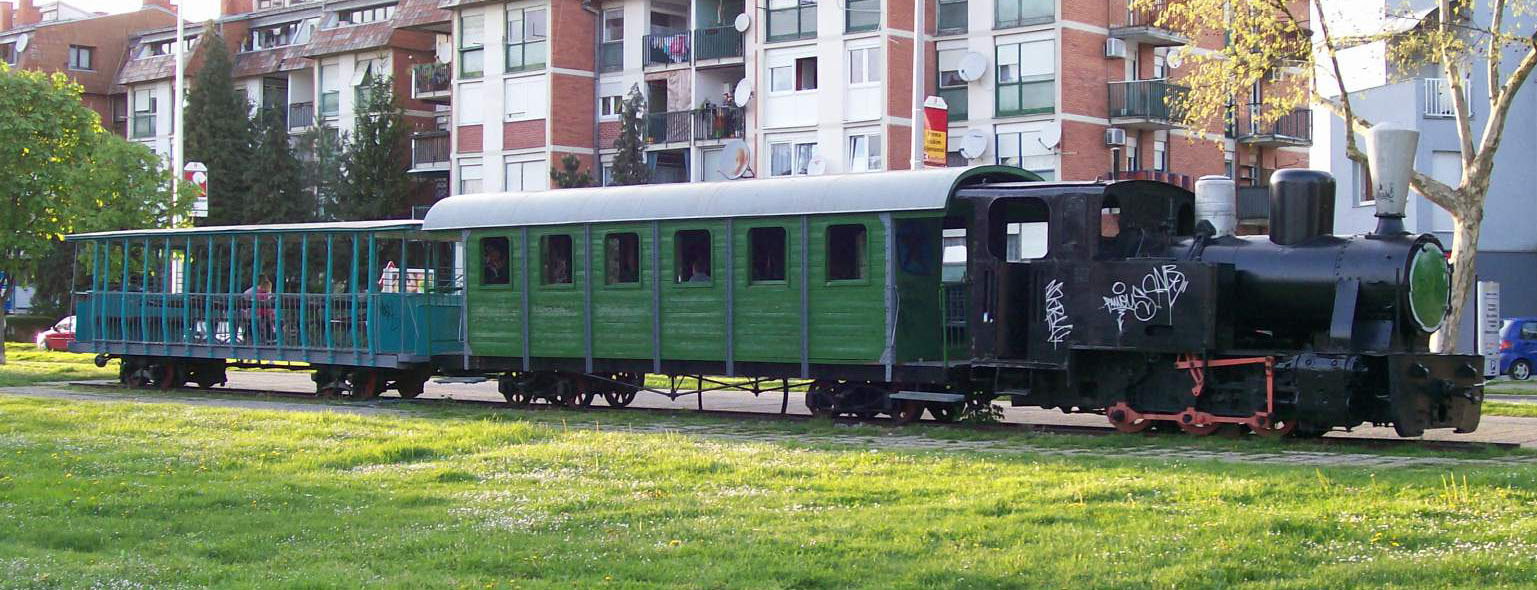
Pociąg wąskotorowy jako pomnik w Samoborze

Linia kolejowa Zagrzeb – Samobor (chorw. potocznie Samoborček) – nieistniejąca już wąskotorowa linia kolejowa w Chorwacji. 19-kilometrowy odcinek z Zagrzebia do Samobora otwarto 19 stycznia 1901 roku. Wybrano powszechny w ówczesnych Austro-Węgrzech rozstaw szyn 760 mm - tzw. rozstaw bośniacki. W roku 1951 dobudowano jeszcze 5-kilometrowy odcinek do nowo wybudowanej fabryki czołgów im. Vladimira Bakaricia, znajdującej się już na terytorium dzisiejszej Słowenii (w tamtym okresie zarówno Chorwacja, jak i Słowenia wchodziły w skład Jugosławii). 29 maja 1959 na trasę wyjechały pierwsze spalinowe zespoły trakcyjne Srebrna strijela. Miały one aluminiową konstrukcję i rozwijały prędkość do 50 km/h. W latach 70. rozwój transportu kołowego doprowadził do spadku przewozów. Ostatni pociąg osobowy wyjechał na trasę Zagrzeb – Samobor 31 grudnia 1979 o godzinie 20:40.